# Сивково (Гродненская область)
Сивково (бел. Сіўкава) — деревня в Вертелишковском сельсовете Гродненского района Гродненской области Белоруссии. Расположена на правом берегу реки Неман, в двух километрах по просёлочной дороге от одиннадцатого километра трассы Гродно—Минск.

## История
Название, по версии Жучкевича, происходит от фамилии или клички Сивко. Между деревней и берегом Немана археологами открыто несколько стоянок и поселений каменного, бронзового веков и Средневековья.
В начале 20 века действовала Сивковская церковная школа грамоты, до 1960-х годов функционировала базовая средняя школа.
Летом 2013 года рядом с деревней открылся мост через реку Неман объездной дороги вокруг Гродно (длина составляет почти 250 метров, высота над уровнем воды — чуть более 20 метров).

## Демография
В 2007 году домов — 23, общая численность жителей — 34, несовершеннолетних до 15 лет — 3, трудоспособного возраста — 18, пенсионеров — 13.